# 尾高次郎
尾高 次郎（おだか じろう、1866年4月2日〈慶応2年2月17日〉 - 1920年〈大正9年〉2月4日）は、日本の実業家、銀行家。武州銀行（現埼玉りそな銀行）の初代頭取。岳父は渋沢栄一。族籍は埼玉県平民。

## 来歴・人物
武蔵国榛沢郡下手計村（のちの八基村、現埼玉県深谷市下手計）出身。尾高惇忠の次男。数え3歳の頃、親族の尾高幸五郎の養子になる。1882年、幸五郎から家督を相続する。
1891年、高等商業学校（現一橋大学）を卒業し、第一銀行（現みずほフィナンシャルグループ）入行。名古屋支店長、四日市支店長、釜山支店長、仁川支店長、監査役を歴任し、釜山・仁川で日本人商業会議所会頭、居留民会議長も務めた。
1904年、韓国興業専務取締役。1909年から東洋生命社長として再建にあたった。第一次世界大戦が始まった1914年には南洋殖産を設立し、同社長として南洋諸島の開拓にあたった。1918年、武州銀行（現埼玉りそな銀行）を設立し、頭取に就任する。1920年、鎌倉で療養中死去。享年55。寛永寺で葬儀が執り行われ、遺骸は汽車にて郷里に移送された後に埋葬された。

## 家族・親族

### 尾高家
- 父・惇忠
- 養父・幸五郎
- 妻・フミ（1871年 - ?、渋沢栄一の娘）[2]
- 長男・豊作[2]（1894年 - 1944年、実業家）
  - 同妻・豊子（子爵岡部長職の三女）
- 次男・鉄雄（1897年 - ?、大川平三郎の養子となる）[2] - 平三郎は次郎の従兄、妻の照子は渋沢の庶子
- 三男・朝雄（1899年 - 1956年、法学者）
  - 同妻・咲子（国文学者芳賀矢一の四女）
- 四男・鮮之助[2]（1901年 - 1933年、美術研究者）
- 五男・邦雄[2]（1908年 - 1993年、社会学者）
  - 同妻・京子（哲学者和辻哲郎の長女）
- 六男・尚忠[2]（1911年 - 1951年、作曲家・指揮者）

### 親戚
- 岳父・渋沢栄一（実業家、子爵）
- 従兄・大川平三郎（武州銀行頭取、貴族院議員）
- 娘婿・永田甚之助（武州銀行頭取）
  - 同三男・諸井勝之助
- 娘（二女・いね）婿・金井滋直[11]
- 娘（四女・鶴子）婿・渡正監